# قلة الشبكيات
قلة الشبكيات أو قلة الخلايا الشبكية (بالإنجليزية: Reticulocytopenia)‏ مصطلح الطبي يشير لانخفاض غير طبيعي للخلايا الشبكية في الجسم. الخلية الشبكية هي كريات دم حمراء جديدة غير ناضجة.

## الأسباب
قلة الشبكيات يكون عادة نتيجة لعدوى فيروس صغير ب19، التي تغزو وتدمر سلائف خلايا الدم الحمراء وتوقف إنتاج الخلايا الحمراء.
إذا حدثت الإصابة في الأفراد الذين يعانون من فقر الدم المنجلي، أو كثرة الكريات الحمر الكروية، أو ثلاسيميا بيتا، فسوف يؤدي ذلك إلى دمج آليتين بفعل فقر الدم: انخفاض إنتاج الخلايا الحمراء وانحلال الدم. والنتيجة هي فقر الدم السريع والشديد (أزمة اللاتنسجي) التي قد تتطلب نقل الدم. تؤثر معظم هذه الأسباب على الأطفال في سن الالتحاق بالمدرسة، ولكنها قد تحدث أيضًا عند البالغين.